# Tomasz Miałkowski
Tomasz Miałkowski (ur. 8 października 1968 roku w Radomiu) – polski pięściarz, wielokrotny medalista mistrzostw Polski, instruktor sportów walki.
Wychowanek Broni Radom, w której rozpoczął treningi w 1983 roku w wadze średniej (75 kg). W 1987 roku na młodzieżowych mistrzostwach Polski wywalczył złoty medal. W 1988 roku na mistrzostwach Polski seniorów zdobył brązowy medal. To osiągnięcie powtórzył trzy lata później, w 1991 roku, na mistrzostwach rozgrywanych w Słupsku, ale już w barwach KSZO Ostrowiec Świętokrzyski. W 1993 roku na mistrzostwach Polski w Poznaniu ponownie po raz trzeci wywalczył brąz występując w wadze półciężkiej 81 kg. W latach 1993 i 1995 był zawodnikiem kadry narodowej. W 1995 roku na Mistrzostwach Polski w Płońsku wywalczył brąz w kategorii do 91 kg. W tym samym roku na turnieju im. Feliksa Stamma zdobył brązowy medal w kategorii do 81 kg. Ukoronowaniem jego kariery było wywalczenie złotego medalu w kategorii do 81 kg w czasie Mistrzostw Polski w Ostrowcu Świętokrzyskim, które odbyły się w 1999 roku.
Na ringu stoczył łącznie 215 walk: 157 wygranych, 12 remisów, 46 przegranych. Obecnie mieszka w Ostrowcu Świętokrzyskim, gdzie jest wiceprezesem Ostrowieckiego Klubu Sportów Walki Dragon, w którym pełni również role instruktora i zawodnika.